# Jätteälggräs
Jätteälggräs (Filipendula camtschatica) är art i familjen rosväxter från östra Ryssland (Kamtjatka, Khabarovsk, Kurilerna, Magadan, Sachalin
och Japan (Hokkaido, Honshu), möjligen även i norra Kina. Högörtsängar och längs floder. Arten är den största i släktet och odlas som prydnadsväxt på många håll.
Flerårig, korthårig ört med krypande jordstammar, 150-350 cm. Blad mörkt gröna, kala på ovansidan, mer eller mindre vithåriga på undersidan, ojämnt tandade. De basala bladen är parbladiga, njurlika med 3-5 delblad, 30-40 cm breda. Uddbladet är djupt 3-5-flikigt, hjärtlikt vid basen och mycket större än de övriga, icke flikiga delbladen. Stjälkbladen är treflikiga, mindre. Stiplerna är stora, smalt avlånga, tandade. Blomställningen är en flock med håriga grenar, mångblommig med vita blommor. Foderbladen är fem, kala på insidan och med få vita hår på utsidan. Kronbladen är fem, 3-4 mm, gradvis avsmalnande till en otydlig klo. Karpellerna är vanligen 5, fästade vid basen.
Det är vanligt med stavningen kamtschatica, men camtschatica är det rätta eftersom det var så Pallas stavade Spiraea camtschatica.

## Synonymer
- Spiraea camtschatica Pallas, 1794
- Spiraea palmata Miquel